# Torre del Trigno
La Torre del Trigno era un edificio fortificato sito a San Salvo, presso la foce del fiume Trigno, in provincia di Chieti. Di essa rimangono solo tracce storiche.

## Storia
Il primo impianto risale al XVI secolo. La torre era punto di difesa del litorale della provincia di Chieti ed era posta in collegamento visivo con le torri di Punta Penna e di Petacciato.
In una mappa di L. A. Antinori la torre viene raffigurata più a nord presso un corso d'acqua detto "forma o formale del mulino" e viene raffigurata più grande del normale con un piano merlato e con un annesso edificio  che sormontava il corso d'acqua limitrofo.
G.Artese afferma che la torre era chiamata "Torre di Pantanella" e attesta che invece era un mulino anziché una torre difensiva.
Come tutte le torri abruzzesi era stata già terminata nel 1569, ma nei censimenti successivi non viene più nominata, evidentemente perché diruta nel corso del XVII secolo.